# جيمي ماكورميك
جيمي ماكورميك (بالإنجليزية: Jimmy McCormick)‏ (26 سبتمبر 1912 في المملكة المتحدة - 4 يناير 1968 بمربلة في المملكة المتحدة) هو مدرب كرة قدم ولاعب كرة قدم بريطاني (وحمل سابقاً جنسية المملكة المتحدة لبريطانيا العظمى وأيرلندا) في مركز جناح ‏. لعب مع توتنهام هوتسبير وسلايما واندريرز وكريستال بالاس ونادي تشيسترفيلد ونادي روذرهام يونايتد ونادي فولهام ونادي سكاربورو ولينكولن سيتي أف سي.

## وصلات خارجية
- جيمي ماكورميك على موقع قاعدة بيانات كرة القدم.إي يو (الإنجليزية)
- جيمي ماكورميك على موقع Soccerbase.com (مدرب) (الإنجليزية)